# Aquilegia ganboldii
Aquilegia ganboldii là một loài thực vật có hoa trong họ Mao lương. Loài này được Kamelin & Gubanov mô tả khoa học đầu tiên năm 1991.